# HD 219290
HD 219290，又名BD+49 4071，SAO 35251、HR 8837，是一颗位於仙女座的恒星，视星等为6.31，位于銀經107.59，銀緯-9.34，其B1900.0坐标为赤經23h 9m 40.1s，赤緯+50° -9.34′ 25″。